# Хинельская волость
Хине́льская волость — административно-территориальная единица в составе Севского уезда.
Центр — село Хинель.

## История
Волость была первоначально образована в ходе реформы 1861 года. Являлась одной из наименьших по населению в уезде, объединяя всего 4 населённых пункта. По состоянию на 1880 год, её площадь составляла 11560 десятин (126,3 км²), а население — 3644 чел.
В 1880-е годы Хинельская волость была упразднена путём слияния с Лемяшовской волостью.
В апреле 1924 года, при очередном укрупнении волостей Севского уезда, вновь была образована Хинельская волость.
В неё вошли территории ликвидированных Подывотской, Орлинской и Лемяшовской волостей.
В 1925—1926 гг. ряд сельсоветов Хинельской волости (Барановский, Демьяновский, Муравейнинский, Рожковичский, Сытновский, Толстодубовский и Фотевижский) были переданы в Глуховского округа Украинской ССР, и в настоящее время эта территория находится в составе Сумской области Украины.
В 1929 году, с введением районного деления, Хинельская волость была окончательно упразднена, а её территория разделена между Севским и Суземским районами Брянского округа Западной области (ныне входят в состав Брянской области).

## Административное деление
По состоянию на 1 января 1928 года, Хинельская волость включала в себя следующие сельсоветы: Лемяшовский, Никисилицкий, Орлинский, Подлесноновосельский, Подывотский, Саранчинский, Страчёвский, Хвощёвский, Хинельский.